# Miradouro da Canada do Pessegueiro

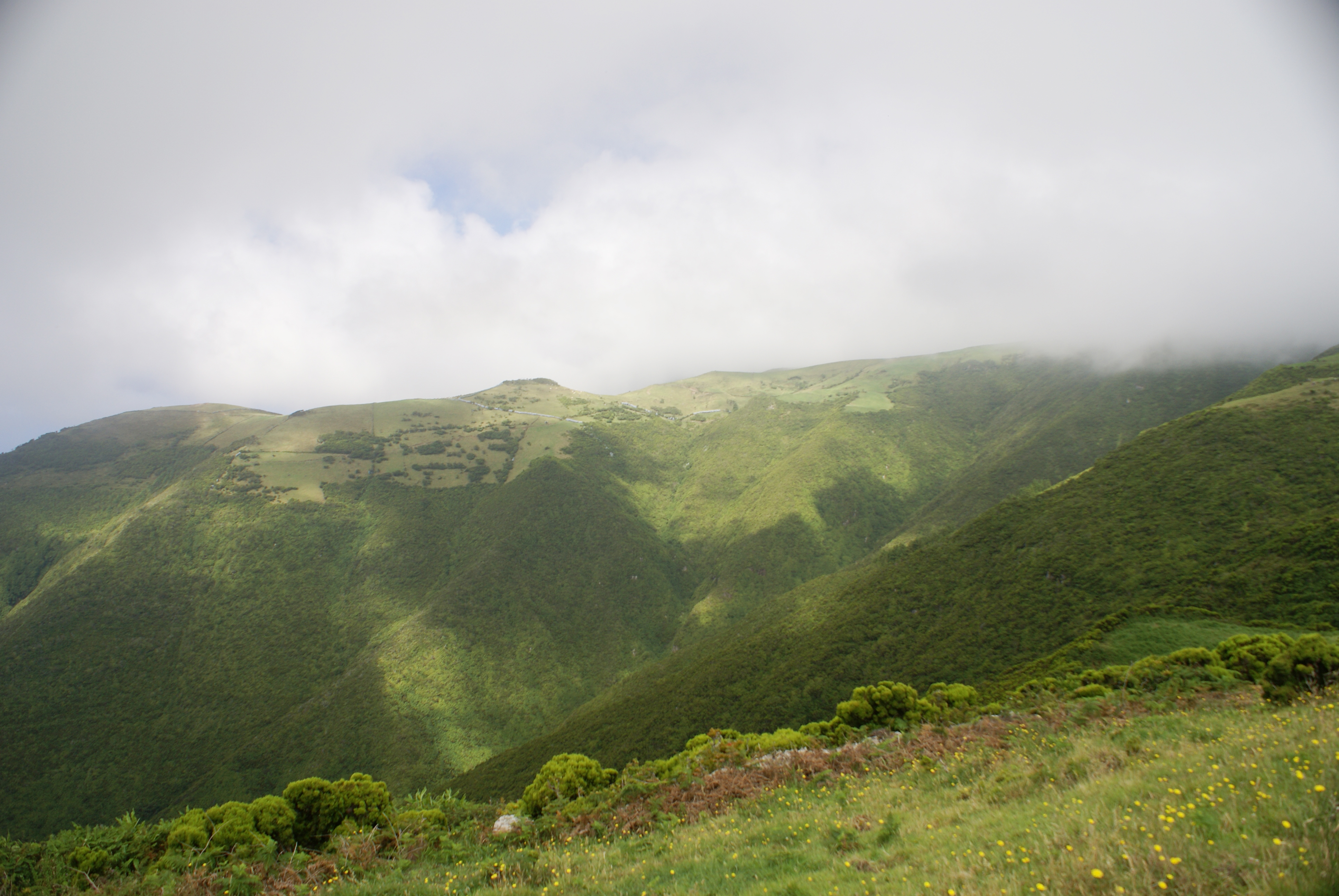
Serras do Topo, junto ao Miradouro da Canada do Pessegueiro.

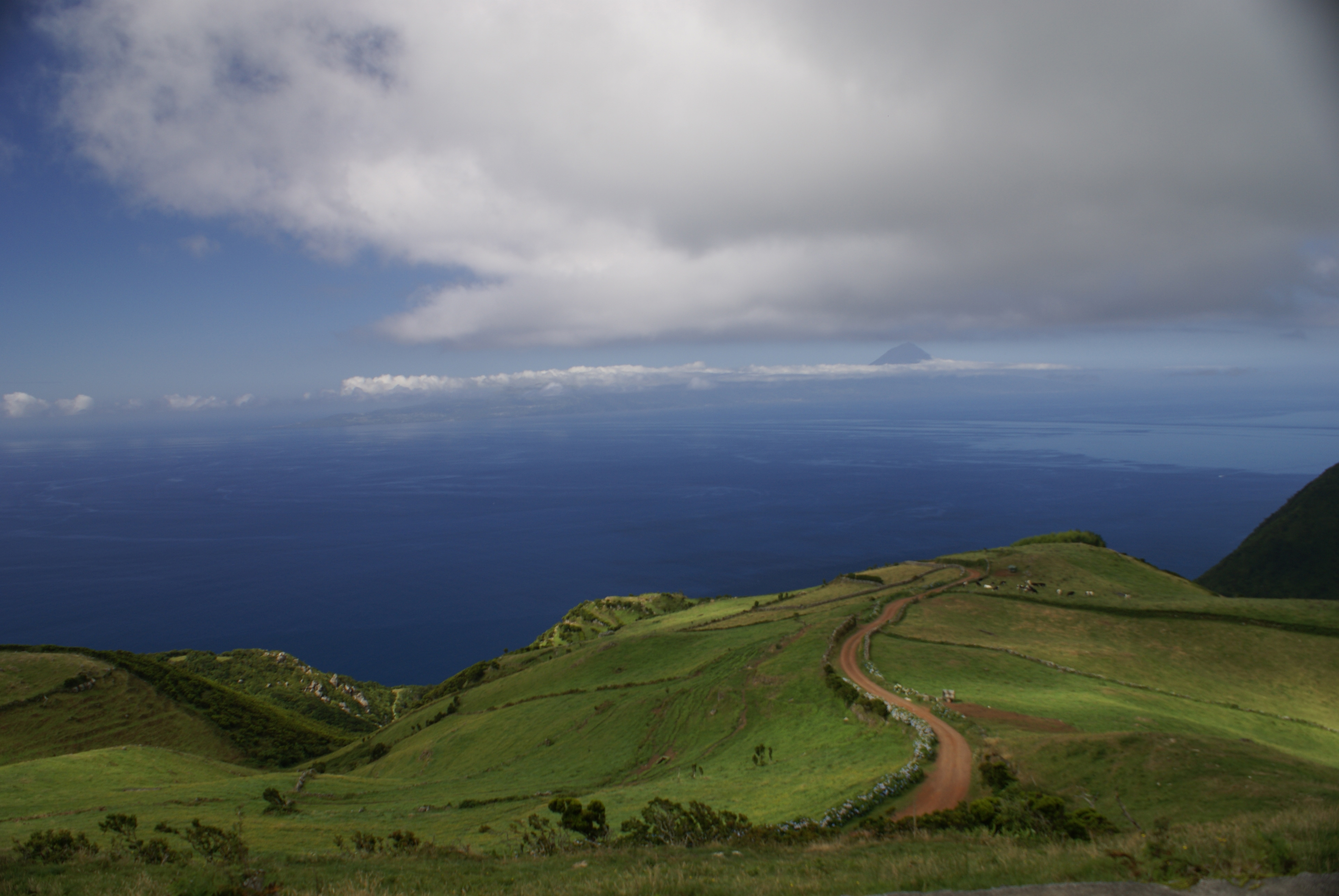
Serras do Topo, junto ao Miradouro da Canada do Pessegueiro, caminhos.

O Miradouro da Canada do Pessegueiro é um miradouro português localizado em plena Serra do Topo, na Estrada Regional n.º 2, próximo ao local denominado Vale das Éguas no concelho da Calheta, ilha de São Jorge, 
arquipélago dos Açores.
Deste miradouro que oferece a vista de uma paisagem que se estende desde o cimo das falésias até à ilha do Pico no noutro lado do canal Pico - São Jorge, é possível ver algumas das mais grandiosas e agrestes paisagens da ilha de São Jorge além de uma grande abundância de flora típica da Macaronésia.
Este miradouro ostenta uma placa onde se Lê: Secretaria Regional de Habitação e Equipamento, 2006.

## Galeria

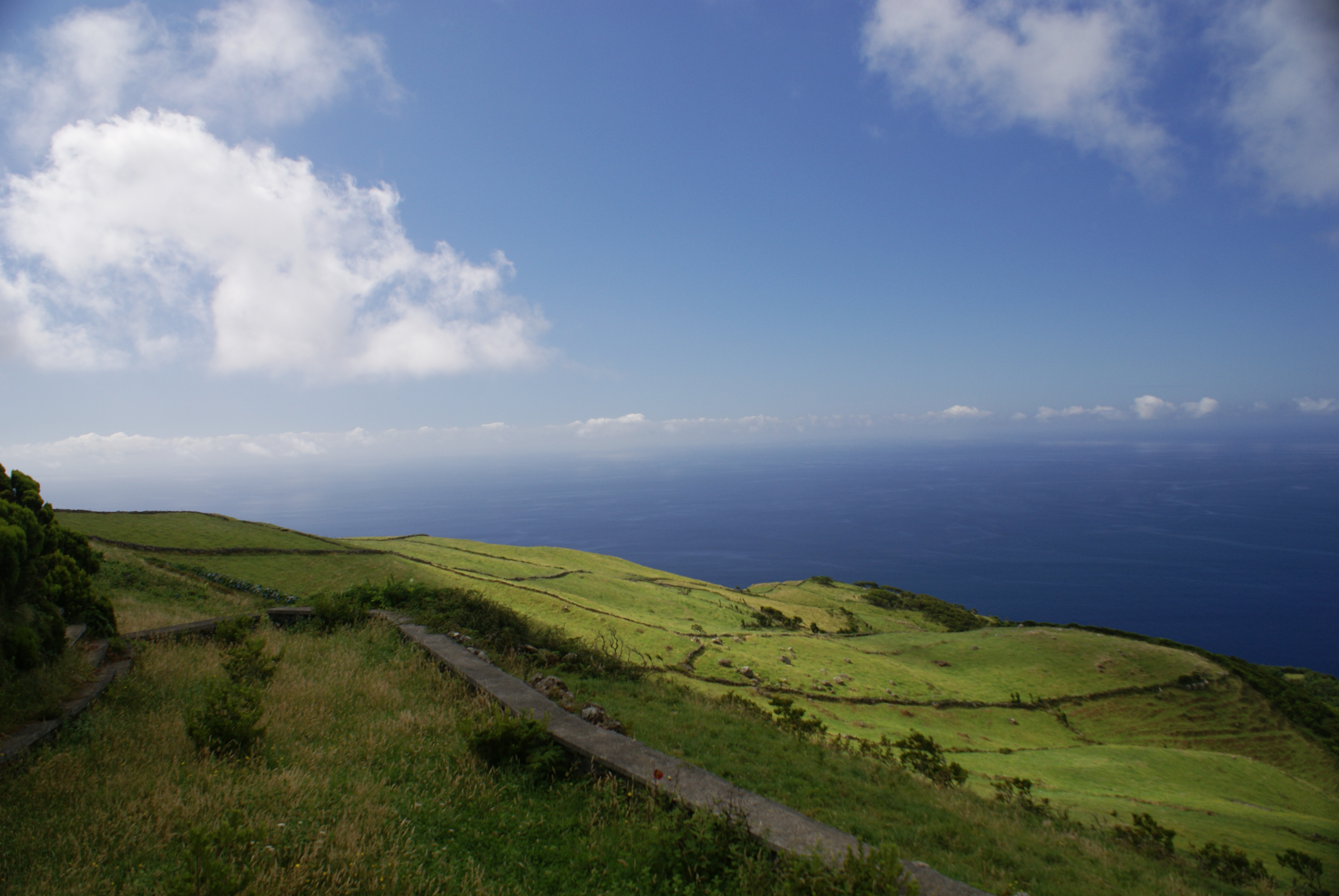